# 交流電動機
交流電動機（こうりゅうでんどうき）は、交流を入力とする電動機（モーター）である。

## 交流電動機の分類
- 誘導電動機
  - 単相誘導電動機
  - かご形三相誘導電動機：電車、電気機関車などに使われる。
  - 巻線形三相誘導電動機
- 同期電動機
  - 電磁石同期電動機：揚水発電のポンプ水車などに使われる。
  - 永久磁石同期電動機：電気自動車などに使われる。
  - リラクタンスモータ:界磁の励磁が不要で回転子の吸引力のみで回転する。[1]
- 交流整流子電動機:電気掃除機などに使われる。

## 関連
- 直流電動機